# Onthophagus sparsulus
Onthophagus sparsulus là một loài bọ cánh cứng trong họ Bọ hung (Scarabaeidae).